# Lista de couraçados da Itália

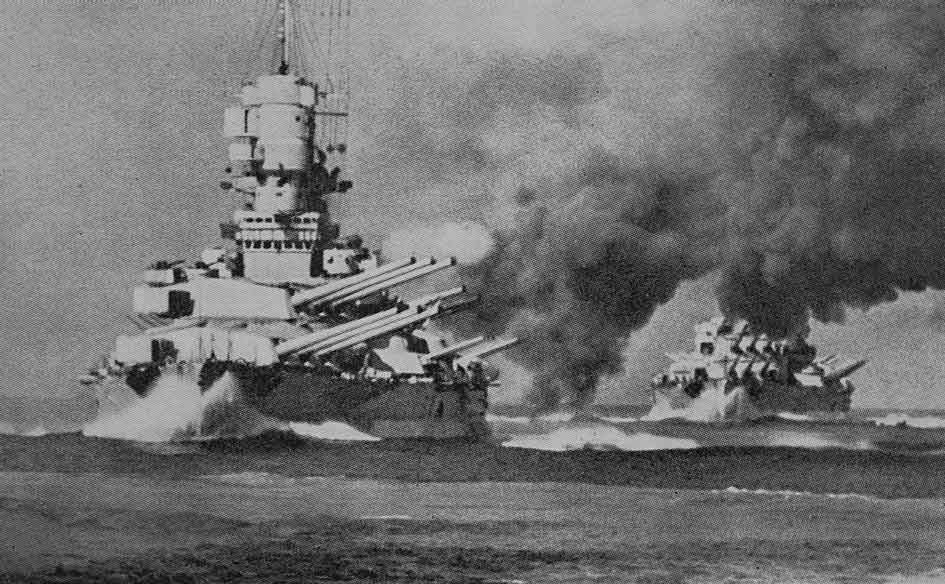
O Littorio e o Vittorio Veneto na Segunda Guerra Mundial

A Marinha Real Italiana construiu uma série de couraçados entre as décadas de 1890 e 1940. Os primeiros projetos foram marcados por seu tamanho pequeno, blindagem leve e alta velocidade quando comparados com embarcações contemporâneas em outras marinhas. Os primeiros couraçados pré-dreadnought italianos foram os dois membros da Classe Ammiraglio di Saint Bon, porém foram limitados por restrições orçamentárias impostas pelo governo. Eles foram sucedidos pelos dois navios da Classe Regina Margherita, que eram maiores e tinham a intenção de desafiar a Classe Habsburg da Marinha Austro-Húngara, então ainda em construção. Em seguida vieram os dois membros da Classe Regina Elena, que na época foram os couraçados mais rápidos do mundo. Todas essas embarcações serviram durante a Guerra Ítalo-Turca entre 1911 e 1912, onde foram usadas principalmente para proporcionar suporte de artilharia para tropas do Exército Real Italiano, pois a Marinha Otomana praticamente não deixou porto.
O britânico HMS Dreadnought foi lançado em 1906 e revolucionou o projeto de couraçados, deixando todas as embarcações anteriores obsoletas. Consequentemente, os italianos precisavam de um navio no estilo dreadnought. Este foi o Dante Alighieri, que foi sucedido por outras cinco embarcações divididas em dois projetos semelhantes, as classes Conte di Cavour e Andrea Doria. Todos esses seis dreadnoughts formaram a parte principal da frota italiana na Primeira Guerra Mundial. Durante esse período, mais quatro navios pertencentes à Classe Francesco Caracciolo foram cancelados depois do começo de suas construções. Italianos e austro-húngaros adotaram estratégias cautelosas com suas forças navais durante a guerra e nenhum escolheu arriscar seus couraçados em uma grande batalha. Assim, a linha de batalha italiana permaneceu a maior parte do conflito no porto e não entrou em combate. Mesmo assim, o pré-dreadnought Benedetto Brin foi destruído em setembro de 1915 por uma explosão interna, o dreadnought Leonardo da Vinci também foi destruído em agosto de 1916 por uma explosão em seu depósito de munição, enquanto o Regina Margherita foi afundado por uma mina naval alemã em dezembro de 1916. Os pré-dreadnoughts restantes das classes Ammiraglio di Saint Bon e Regina Elena foram desmontados depois da guerra.
A Marinha Real e a maioria das outras grandes potências navais do mundo foi limitada no período entreguerras pelo Tratado Naval de Washington, que deu à Itália paridade com a França. Os italianos tinham 71 mil toneladas disponíveis para novos couraçados antes que chegassem no seu limite do tratado, porém evitaram a construção de novos navios na década de 1920 devido a grandes questões orçamentárias e o desejo de evitar uma corrida armamentista naval com os franceses. Essas limitações orçamentárias também forçaram a desmontagem do Dante Alighieri em 1928. Mesmo assim, a Marinha Real decidiu usar sua disponibilidade de tonelagem no início da década de 1930, o que resultou nos quatro couraçados Classe Littorio. Dois foram finalizados no começo da Segunda Guerra Mundial e foram muito utilizados na escolta de comboios durante a Campanha Norte-Africana. Outro navio, o Roma, foi completado em 1942, porém foi afundado em setembro de 1943 por um ataque aéreo alemão depois da rendição italiana aos Aliados. Impero, o último couraçado, nunca foi finalizado e acabou desmontado depois do fim da guerra. O Littorio e o Vittorio Veneto, as embarcações sobreviventes, foram rendidas aos Aliados e posteriormente desmontadas. Dos membros sobreviventes da Classe Conte di Cavour, o Conte di Cavour foi desmontado ao final do conflito e o Giulio Cesare foi entregue para a União Soviética como reparação de guerra. Apenas os dois couraçados da Classe Andrea Doria permaneceram no serviço italiano por algum tempo depois do fim das hostilidades, tendo ambos atuado como navios de treinamento para a Marinha Militar antes de serem desmontados na década de 1950.
| Armas principais | Número e tamanho dos canhões da bateria principal         |
| Deslocamento     | Deslocamento do navio totalmente carregado                |
| Propulsão        | Número e tipo do sistema de propulsão e velocidade máxima |
| Batimento        | Data em que o batimento de quilha ocorreu                 |
| Lançamento       | Data em que o navio foi lançado ao mar                    |
| Comissionamento  | Data em que o navio foi comissionado em serviço           |
| Destino          | Fim que o navio teve                                      |

## Couraçados pré-dreadnought

### ClasseAmmiraglio di Saint Bon

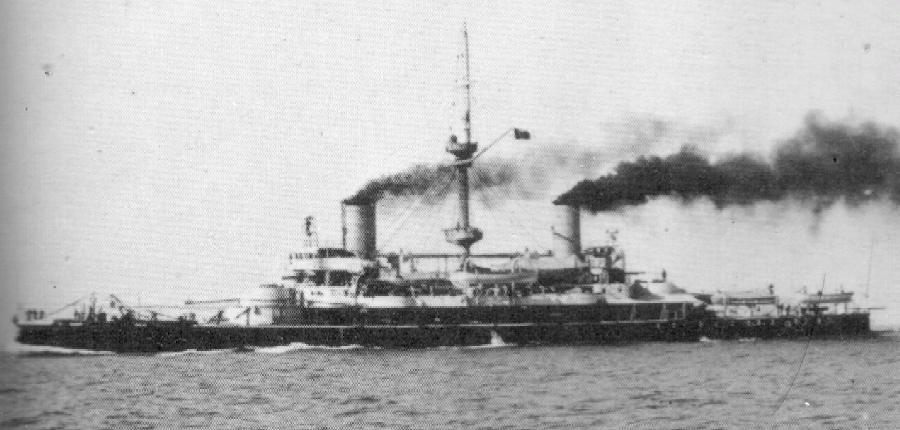
O Ammiraglio di Saint Bon

A Classe Ammiraglio di Saint Bon foi a primeira de couraçados modernos da Marinha Real Italiana, porém era menores que seus contemporâneos de outros países por limitações impostas pelo governo italiano e indecisão da equipe de projeto naval sobre que tipo de navio deveria ser construído. Eles foram projetados sob a supervisão do almirante Simone Antonio Saint-Bon e do engenheiro naval Benedetto Brin. As embarcações foram ineficientes como principais peças da frota por serem muito pequenas, com uma bateria principal fraca e velocidade máxima baixa, pois não eram fortes o bastante para enfrentarem couraçados estrangeiros e muito lentos para perseguirem cruzadores. A classe consistia em dois navios: Ammiraglio di Saint Bon e Emanuele Filiberto.
As duas embarcações serviram na mesma esquadra durante os primeiros anos de suas carreiras, tendo participado da Guerra Ítalo-Turca entre setembro de 1911 e outubro de 1912. Eles participaram de ofensivas italianas no Norte da África e na ilha de Rodes, porém não chegaram a entrar em combate contra a Marinha Otomana. Ambos foram reduzidos a navios de defesa costeira no início da Primeira Guerra Mundial em julho de 1914, passando toda duração do conflito em Veneza. Os dois couraçados foram tirados do serviço ao final do conflito e desmontados pouco depois.
| Navio                   | Armas principais | Deslocamento | Propulsão                                       | Serviço         | Serviço          | Serviço           | Serviço             |
| Navio                   | Armas principais | Deslocamento | Propulsão                                       | Batimento       | Lançamento       | Comissionamento   | Destino             |
| ----------------------- | ---------------- | ------------ | ----------------------------------------------- | --------------- | ---------------- | ----------------- | ------------------- |
| Ammiraglio di Saint Bon | 4 × 254 mm       | 10 700 t     | 2 motores de tripla- expansão; 18 nós (33 km/h) | julho de 1893   | abril de 1897    | fevereiro de 1901 | Desmontados em 1920 |
| Emanuele Filiberto      | 4 × 254 mm       | 10 100 t     | 2 motores de tripla- expansão; 18 nós (33 km/h) | outubro de 1893 | setembro de 1897 | setembro de 1901  | Desmontados em 1920 |

### ClasseRegina Margherita

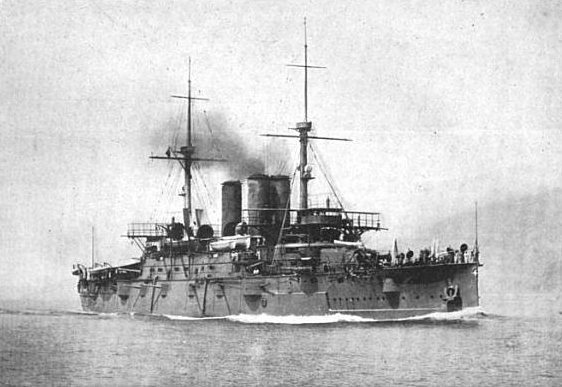
O Regina Margherita em 1904

A experimentação na construções de grandes navios para a Marinha Real continuou com a Classe Regina Margherita. As experiências negativas com os navios da Classe Ammiraglio di Saint Bon convenceram os construtores a projetarem um couraçado maior que poderia enfrentar suas contrapartes estrangeiras. Essa nova classe foi projetada especificamente para se contrapor à Classe Habsburg da Marinha Austro-Húngara. Para esse fim, os navios foram armados com canhões os de 305 milímetros que tinham se tornado padrão entre a maioria dos pré-dreadnoughts da época. A blindagem foi reduzida para garantir alta velocidade, como era típico para as embarcações italianas do período. A classe consistia em dois navios: Regina Margherita e Benedetto Brin.
Os couraçados atuaram na Guerra Ítalo-Turca junto com seus predecessores da Classe Ammiraglio di Saint Bon. O Benedetto Brin participou em outubro de 1911 de um ataque contra Trípoli e ambas as embarcações se envolveram na campanha para tomar Rodes no Mar Egeu. Os navios da Classe Regina Margherita já estavam obsoletos quando a Primeira Guerra Mundial começou em 1914 e assim foram rebaixados para navios-escola. Mesmo assim, ambos foram perdidos na guerra: o Benedetto Brin sofreu uma explosão interna em Brindisi em setembro de 1915 e o Regina Margherita bateu em uma mina alemã em dezembro de 1916.
| Navio             | Armas principais | Deslocamento | Propulsão                                      | Serviço          | Serviço          | Serviço          | Serviço           |
| Navio             | Armas principais | Deslocamento | Propulsão                                      | Batimento        | Lançamento       | Comissionamento  | Destino           |
| ----------------- | ---------------- | ------------ | ---------------------------------------------- | ---------------- | ---------------- | ---------------- | ----------------- |
| Regina Margherita | 4 × 305 mm       | 14 320 t     | 2 motores de tripla-expansão; 20 nós (37 km/h) | novembro de 1898 | maio de 1901     | abril de 1904    | Afundado em 1916  |
| Benedetto Brin    | 4 × 305 mm       | 14 975 t     | 2 motores de tripla-expansão; 20 nós (37 km/h) | janeiro de 1899  | novembro de 1901 | setembro de 1905 | Destruído em 1915 |

### ClasseRegina Elena

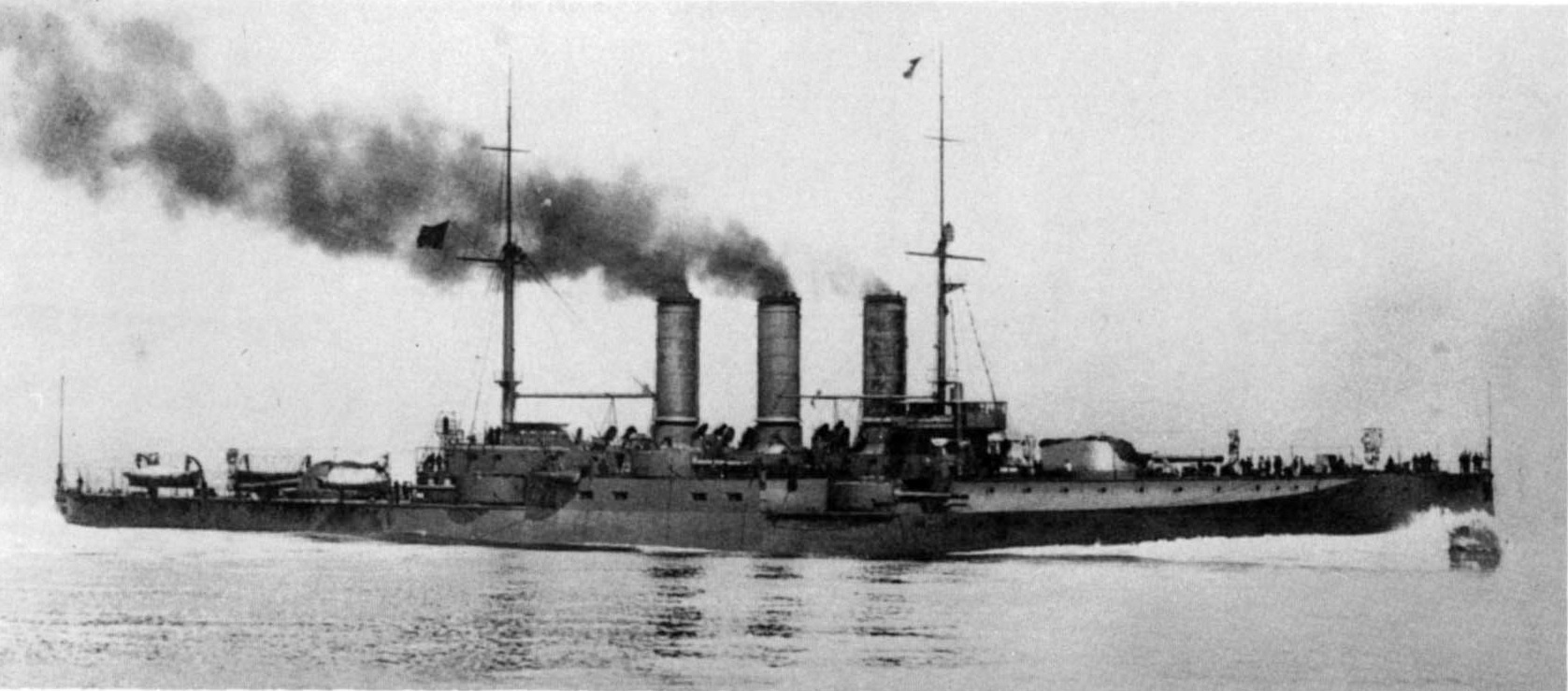
O Regina Elena em 1907

A última classe de couraçados pré-dreadnoughts da Marinha Real Italiana foi a Classe Regina Elena, projetada pelo engenheiro Vittorio Cuniberti, cujo projeto para os navios rapidamente os deixou obsoletos. Essas embarcações sacrificaram dois canhões de 305 milímetros com o objetivo de implementarem uma poderosa bateria secundária de doze canhões de 203 milímetros. Eram os couraçados mais rápidos do mundo até então, incluindo o revolucionário HMS Dreadnought com suas turbinas a vapor, o que lhes permitiu enfrentar cruzadores. A classe era formada por quatro navios: Regina Elena, Vittorio Emanuele, Napoli e Roma.
Todos os quatro serviram na 1ª Divisão da frota italiana durante a Guerra Ítalo-Turca e foram os centros de trabalho para operações no Norte da África e no Mediterrâneo Oriental. Na Primeira Guerra Mundial, as embarcações ficaram baseadas principalmente em Brindisi, Tarento e Valona; não participaram de batalhas devido a políticas navais cautelosas adotadas tanto pelos italianos quanto pelos austro-húngaros. Os continuaram com a Marinha Real por alguns anos depois do fim da guerra, porém foram tirados do serviço e desmontados na década de 1920.
| Navio             | Armas principais | Deslocamento | Propulsão                                      | Serviço          | Serviço          | Serviço          | Serviço             |
| Navio             | Armas principais | Deslocamento | Propulsão                                      | Batimento        | Lançamento       | Comissionamento  | Destino             |
| ----------------- | ---------------- | ------------ | ---------------------------------------------- | ---------------- | ---------------- | ---------------- | ------------------- |
| Regina Elena      | 2 × 305 mm       | 14 030 t     | 2 motores de tripla-expansão; 22 nós (41 km/h) | março de 1901    | julho de 1904    | setembro de 1907 | Desmontados em 1923 |
| Vittorio Emanuele | 2 × 305 mm       | 14 140 t     | 2 motores de tripla-expansão; 22 nós (41 km/h) | setembro de 1901 | outubro de 1904  | agosto de 1908   | Desmontados em 1923 |
| Napoli            | 2 × 305 mm       | 14 000 t     | 2 motores de tripla-expansão; 22 nós (41 km/h) | outubro de 1903  | setembro de 1905 | setembro de 1908 | Desmontado em 1926  |
| Roma              | 2 × 305 mm       | 14 000 t     | 2 motores de tripla-expansão; 22 nós (41 km/h) | setembro de 1903 | abril de 1907    | dezembro de 1908 | Desmontado em 1927  |

## Couraçados dreadnought

### Dante Alighieri

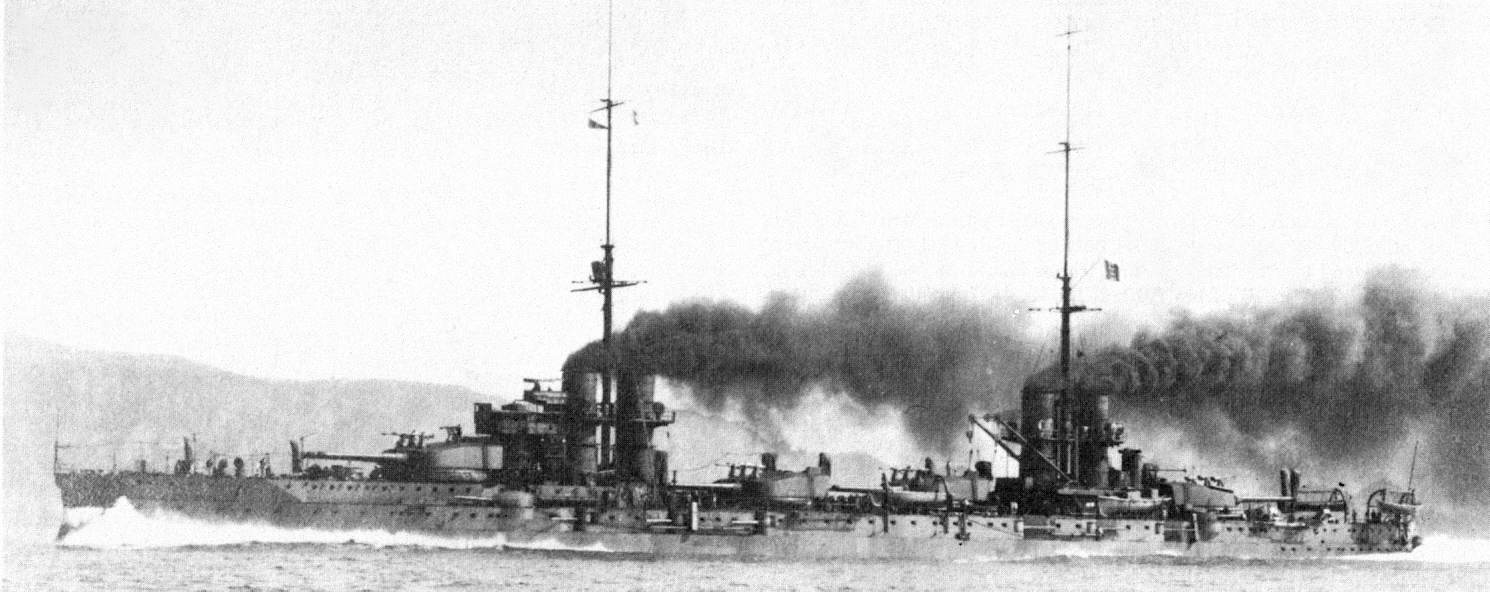
O Dante Alighieri em 1914

O Dante Alighieri foi o primeiro couraçado dreadnought construído para a Marinha Real Italiana e foi projetado pelo contra-almirante Edoardo Masdea. Cuniberti defendeu uma artilharia pesada arranjada de modo a enfatizar disparos laterais, o que levou à instalação de quatro torres de artilharia triplas de 305 milímetros ao longo do centro da embarcação. Isto permitia um disparo lateral de todos os doze canhões, enquanto a primeira geração de dreadnoughts britânicos só conseguia disparar oito canhões.
O couraçado teve um serviço bem limitado. Era a capitânia da 1ª Esquadra de Batalha, baseada em Tarento, quando a Primeira Guerra Mundial começou, porém pouco fez durante todo o conflito devido às políticas navais cautelosas adotadas pela Marinha Real Italiana, assim não chegou a entrar em combate. Limitações financeiras no pós-guerra forçaram a Itália a descartar a embarcação com o objetivo de reduzir o orçamento naval. Dessa forma, o Dante Alighieri foi tirado do registro naval em julho de 1928 e desmontado.
| Navio           | Armas principais | Deslocamento | Propulsão                                | Serviço       | Serviço        | Serviço         | Serviço            |
| Navio           | Armas principais | Deslocamento | Propulsão                                | Batimento     | Lançamento     | Comissionamento | Destino            |
| --------------- | ---------------- | ------------ | ---------------------------------------- | ------------- | -------------- | --------------- | ------------------ |
| Dante Alighieri | 12 × 305 mm      | 21 950 t     | 4 turbinas a vapor; 22,8 nós (42,2 km/h) | junho de 1909 | agosto de 1910 | janeiro de 1913 | Desmontado em 1928 |

### ClasseConte di Cavour

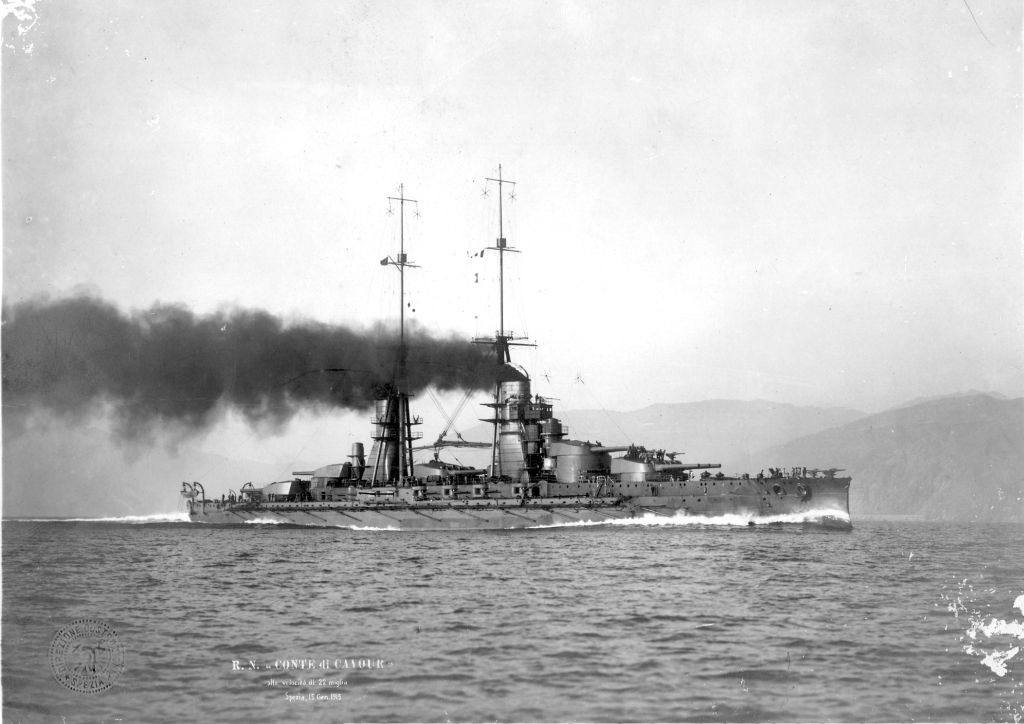
O Conte di Cavour em 1914

Masdea também foi o responsável por elaborar o projeto de uma nova classe de couraçados dreadnoughts italianos. Eles foram encomendados em resposta à Classe Courbet da Marinha Nacional Francesa e remediaram muitas das deficiências do projeto do Dante Alighieri; o melhoramento de maior destaque foi um arranjo muito mais eficiente da bateria principal. Dez canhões foram dispostos em torres de artilharia duplas sobrepostas a torres triplas, um par na proa e outro na popa, com uma torre tripla também sendo instalada à meia-nau. Todos os treze canhões conseguiam disparar pela lateral da embarcação e seus arcos de tiro também foram melhorados. A classe era formada por três navios: Conte di Cavour, Giulio Cesare e Leonardo da Vinci.
Os três tiveram carreira limitadas na Primeira Guerra Mundial e não participaram de combates. O Leonardo da Vinci afundou em agosto de 1916 por uma explosão interna. Ele foi reflutuado em 1919; a Marinha Real planejou consertá-lo e modernizá-lo, porém não tinha o dinheiro suficiente, assim foi desmontado em 1923. Os couraçados restantes foram reformados e modernizados na década de 1930 e tiveram participações ativas na Segunda Guerra Mundial. Ambos foram atacados por bombardeiros britânicos em novembro de 1940 na Batalha de Tarento. O Conte di Cavour foi seriamente danificado e ainda não tinha sido completamente consertado quando a Itália se rendeu em setembro de 1943. O Giulio Cesare escapou intacto e participou da Batalha do Cabo Spartivento e da Primeira Batalha de Sirte. O Conte di Cavour  foi desmontado depois do fim do conflito, enquanto o Giulio Cesare foi entregue para a União Soviética como uma reparação de guerra. Foi renomeado para Novorossiysk e afundou em outubro de 1955 depois de bater em uma antiga mina naval alemã. Seus destroços foram reflutuados em 1957 e desmontados.
| Navio             | Armas principais | Deslocamento | Propulsão                                | Serviço        | Serviço         | Serviço         | Serviço               |
| Navio             | Armas principais | Deslocamento | Propulsão                                | Batimento      | Lançamento      | Comissionamento | Destino               |
| ----------------- | ---------------- | ------------ | ---------------------------------------- | -------------- | --------------- | --------------- | --------------------- |
| Conte di Cavour   | 13 × 305 mm      | 25 490 t     | 4 turbinas a vapor; 21,5 nós (39,8 km/h) | agosto de 1910 | agosto de 1911  | abril de 1915   | Desmontado em 1947–52 |
| Giulio Cesare     | 13 × 305 mm      | 25 490 t     | 4 turbinas a vapor; 21,5 nós (39,8 km/h) | julho de 1910  | outubro de 1911 | maio de 1914    | Afundado em 1955      |
| Leonardo da Vinci | 13 × 305 mm      | 25 490 t     | 4 turbinas a vapor; 21,5 nós (39,8 km/h) | junho de 1910  | outubro de 1911 | maio de 1914    | Afundado em 1916      |

### ClasseAndrea Doria

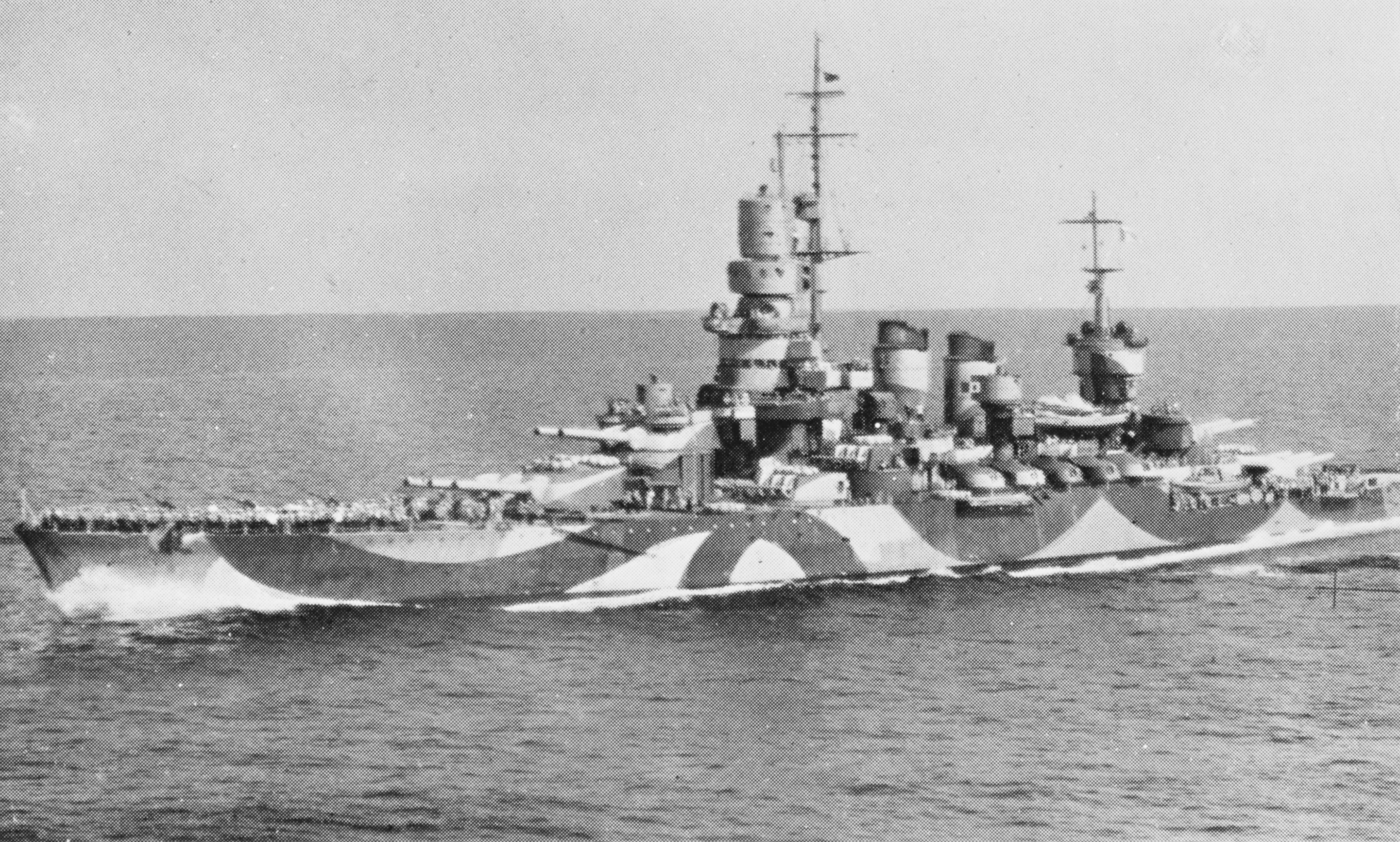
O Andrea Doria em 1943

O vice-almirante Giuseppe Valsecchi foi o responsável pelo projeto dos couraçados seguintes, que formaram a Classe Andrea Doria. Seu projeto foi baseado na predecessora Classe Conte di Cavour, com algumas pequenas modificações, e foram encomendados como resposta à Classe Bretagne francesa. Assim como os membros da Classe Conte di Cavour, os couraçados da Classe Andrea Doria passaram por grandes modificações e modernizações em meados da década de 1930: a torre de artilharia central foi removida, o sistema de propulsão foi completamente substituído por maquinários mais eficientes e a bateria secundária foi trocada por novos canhões. A classe consistia em duas embarcações: Andrea Doria e Duilio.
Os dois navios entraram em serviço no meio da Primeira Guerra Mundial e ficaram baseados em Tarento junto com o restante da frota italiana até o fim do conflito. Ambos se envolveram no Incidente de Corfu em 1923. Suas modernizações foram finalizadas pouco depois da Itália entrar na Segunda Guerra Mundial. O Duilio foi danificado na Batalha de Tarento, mas o Andrea Doria escapou sem ser acertado. Os dois também estavam presentes na Primeira Batalha de Sirte, porém apenas o Andrea Doria atacou as forças inimigas. Os dois couraçados sobreviveram a guerra e foram os únicos que os Aliados permitiram que a Itália mantivesse em sua frota depois do fim das hostilidades. Eles serviram como navios de treinamento por mais uma década até serem desmontados em meados da década de 1950.
| Navio        | Armas principais | Deslocamento | Propulsão                            | Serviço           | Serviço       | Serviço         | Serviço             |
| Navio        | Armas principais | Deslocamento | Propulsão                            | Batimento         | Lançamento    | Comissionamento | Destino             |
| ------------ | ---------------- | ------------ | ------------------------------------ | ----------------- | ------------- | --------------- | ------------------- |
| Andrea Doria | 13 × 305 mm      | 25 125 t     | 4 turbinas a vapor; 21 nós (39 km/h) | março de 1912     | março de 1913 | março de 1916   | Desmontados em 1956 |
| Duilio       | 13 × 305 mm      | 25 125 t     | 4 turbinas a vapor; 21 nós (39 km/h) | fevereiro de 1912 | abril de 1913 | maio de 1915    | Desmontados em 1956 |

### ClasseFrancesco Caracciolo

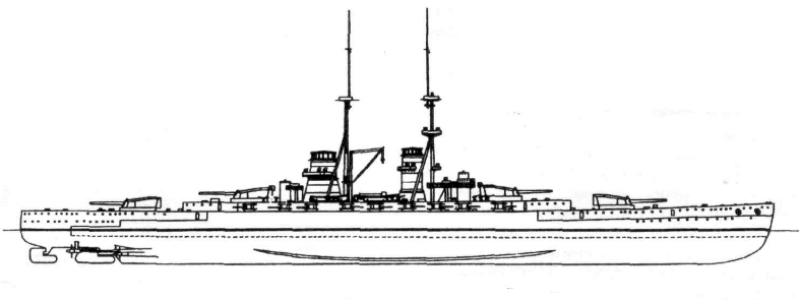
Desenho da Classe Francesco Caracciolo

O projeto seguinte foi a Classe Francesco Caracciolo, que representava um grande avanço qualitativo e foi criada pelo contra-almirante Edgardo Ferrati. A intenção era igualar-se aos mais novos couraçados estrangeiros, como por exemplo a britânica Classe Queen Elizabeth. Os novos navios seriam armados com uma bateria principal de oito canhões de 381 milímetros e teriam uma velocidade máxima de 28 nós (52 quilômetros por hora), muito mais rápidos que qualquer outro projeto contemporâneo. A Classe Francesco Caracciolo foi encomendada em 1914, com as obras da primeira embarcação começando no mesmo ano, seguida pelas outras três no ano seguinte. A Itália entrou na Primeira Guerra Mundial em maio de 1915 e os trabalhos diminuíram, pois os recursos foram desviados para outras necessidades. Os trabalhos nos couraçados pararam completamente em março de 1916, com os três que tiveram suas construções iniciadas em 1915 sendo desmontados pouco depois do fim da guerra. A Marinha Real considerou em 1919 finalizar o primeiro navio como um porta-aviões, similar ao que os britânicos fizeram com o HMS Argus, porém as propostas foram consideradas muito caras e ele acabou desmontado em 1926.
| Navio                | Armas principais | Deslocamento | Propulsão                           | Serviço         | Serviço      | Serviço         | Serviço             |
| Navio                | Armas principais | Deslocamento | Propulsão                           | Batimento       | Lançamento   | Comissionamento | Destino             |
| -------------------- | ---------------- | ------------ | ----------------------------------- | --------------- | ------------ | --------------- | ------------------- |
| Francesco Caracciolo | 8 × 381 mm       | 34 545 t     | 4 turbinas a vapor 28 nós (52 km/h) | outubro de 1914 | maio de 1920 | —               | Desmontado em 1926  |
| Marcantonio Colonna  | 8 × 381 mm       | 34 545 t     | 4 turbinas a vapor 28 nós (52 km/h) | março de 1915   | —            | —               | Desmontados em 1921 |
| Cristoforo Colombo   | 8 × 381 mm       | 34 545 t     | 4 turbinas a vapor 28 nós (52 km/h) | março de 1915   | —            | —               | Desmontados em 1921 |
| Francesco Morosini   | 8 × 381 mm       | 34 545 t     | 4 turbinas a vapor 28 nós (52 km/h) | junho de 1915   | —            | —               | Desmontados em 1921 |

### ClasseLittorio

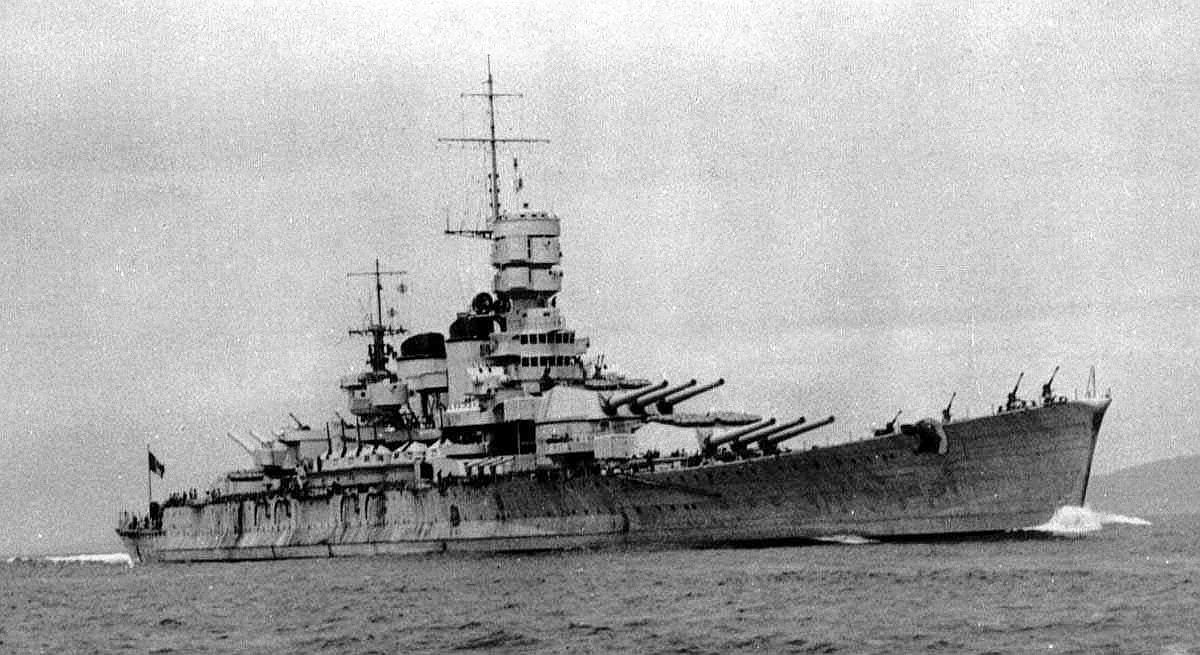
O Roma em 1942

A última classe de couraçados italianos foi a Classe Littorio. Estes navios pesavam mais de 41 mil toneladas de deslocamento projetado, o que violava em muito os termos de limitação naval estabelecidos pelo Tratado Naval de Washington de 1922. As embarcações eram armadas com nove canhões de 381 milímetros em três torres de artilharia triplas, incorporando também um sistema antitorpedo inovador projetado pelo engenheiro Umberto Pugliese. A classe possuía quatro navios: o Littorio e Vittorio Veneto tiveram suas construções iniciadas em 1934 e foram completados em 1940, enquanto o Impero e o Roma tiveram seus batimentos em 1938. O Roma foi finalizado em meados de 1942, porém o Impero nunca foi completado.
As primeiras embarcações entraram em serviço alguns meses depois do início da Segunda Guerra Mundial. O Littorio foi seriamente danificado por ataques aéreos britânicos em novembro de 1940 na Batalha de Tarento, com seus reparos durando até março de 1941. O Vittorio Veneto não foi atingido e participou alguns dias depois da Batalha do Cabo Spartivento. Foi danificado por bombardeiros britânicos em março de 1941 na Batalha do Cabo Matapão. Ambos participaram da Primeira e Segunda Batalha de Sirte, travadas em janeiro e março de 1942, respectivamente. O Roma entrou em serviço no meio do ano. O Littorio foi renomeado para Italia em julho de 1943, depois da queda do governo de Benito Mussolini. Os italianos se renderam em setembro de 1943, porém o Roma foi atingido por bombas alemãs alguns dias depois. O Italia e o Vittorio Veneto permaneceram internados pelo restante do conflito e foram entregues aos Estados Unidos e Reino Unido, respectivamente, no tratado de paz. Ambos foram desmontados na década de 1940, assim como o incompleto Impero.
| Navio           | Armas principais | Deslocamento | Propulsão                            | Serviço          | Serviço          | Serviço         | Serviço               |
| Navio           | Armas principais | Deslocamento | Propulsão                            | Batimento        | Lançamento       | Comissionamento | Destino               |
| --------------- | ---------------- | ------------ | ------------------------------------ | ---------------- | ---------------- | --------------- | --------------------- |
| Littorio        | 9 × 381 mm       | 45 235 t     | 4 turbinas a vapor; 30 nós (56 km/h) | outubro de 1934  | agosto de 1937   | maio de 1940    | Desmontado em 1948–55 |
| Vittorio Veneto | 9 × 381 mm       | 45 030 t     | 4 turbinas a vapor; 30 nós (56 km/h) | outubro de 1934  | julho de 1937    | abril de 1940   | Desmontado em 1948–51 |
| Impero          | 9 × 381 mm       | 45 960 t     | 4 turbinas a vapor; 30 nós (56 km/h) | maio de 1938     | novembro de 1939 | —               | Desmontado em 1948–50 |
| Roma            | 9 × 381 mm       | 45 485 t     | 4 turbinas a vapor; 30 nós (56 km/h) | setembro de 1938 | junho de 1940    | junho de 1942   | Afundado em 1943      |